# فاتمیر اسماعیلی
فاتمیر اسماعیلی (آلبانیایی: Fatmir Ismaili؛ زادهٔ ۱۹۴۹) بازیکن فوتبال اهل آلبانی بودت.
وی همچنین در تیم ملی فوتبال آلبانی بازی کرده‌است.